# 22171 Чої
22171 Чої (22171 Choi) — астероїд головного поясу, відкритий 26 листопада 2000 року.
Тіссеранів параметр щодо Юпітера — 3,407.